# نووایا موشتا
نووایا موشتا (انگلیسی: Novaya Mushta) یک شهرک در شهرستان کراسنوکامسکی استان باشقیرستان کشور روسیه است.